# Краснодонецкая
Краснодоне́цкая — станица (бывшая Екатерининская) в Белокалитвинском районе Ростовской области. Административный центр Краснодонецкого сельского поселения.

## География
Станица Краснодонецкая находится примерно в 160 километрах от Ростова-на-Дону, и в 27 километрах от районного центра Белой Калитвы, и в 70 километрах от города Шахты.

### Улицы
| - пер. Зелёный, - пер. Полевой, - пер. Рабочий, - пер. Тихий, - ул. Гаражная, - ул. Дружбы, - ул. Екатериновская, - ул. Крайняя, - ул. Листопадова, | - ул. Молодёжная, - ул. Н. Муравчука, - ул. Речная, - ул. Рыновская, - ул. Садовая, - ул. Светлая, - ул. Степная, - ул. Центральная, - ул. Ярная. |

## История
Станица основана в 1775 году. Основал станицу князь Григорий Потёмкин, когда строил «липовые» деревни вдоль пути, где собиралась путешествовать Екатерина II. В те времена вдоль берега реки располагались казачьи хутора Куликовка, Серединовка, Забаловка, Рынок, Серебряки и т. д. Казаки обратились к Екатерине II с просьбой объединения этих хуторов в единую станицу. 25 августа 1775 года, по указу Екатерины II, хутора были объединены. Генерал-губернатор Павел Потёмкин повелел назвать объединённую станицу “Екатерининской”. 
Имя царицы носил и Екатерининский храм. Для церкви была писана икона Екатерины Великомученицы, которая оказалась ликом похожа на царицу. Церковь деревянная, действует и по настоящее время. Она является памятником деревянного архитектурного зодчества.

## Население
| 1989 | 2002  | 2010  |
| ---- | ----- | ----- |
| 1346 | ↘1222 | ↘1164 |

### Известные уроженцы
- Гнедин, Пётр Виссарионович (1893—1962) — советский военачальник, генерал-майор.
- Токарев, Павел Сергеевич (1913 — ?) — Герой Социалистического Труда.